# تريني وودال
سارة جين «تريني» وودل (بالإنجليزية: Sarra-Jane "Trinny" Woodall)‏ (ولدت في 8 فبراير عام 1964 في لندن) هي ناقدة أزياء بريطانية ومستشارة لتحسين المظهر ومصممة ومذيعة تلفزيونية ومؤلفة. .التقت تريني بسوزانا كونستانتين في عام 1994 بعد عشر سنوات من العمل في مجال التسويق، وانضمت معها لكتابة عمود أسبوعي عن الموضة في صحيفة ديلي تلغراف. وأطلقوا معاً مشروعهم الخاص المتعلق بنصائح اختيار الملابس على الإنترنت، وإصدار أول كتاب عن نصائح الأزياء.

## النشأة
وودال هي الأصغر من ستة أبناء، منهم ثلاثة نصف أشقاء من زواج والدها الأول. كان والدها مصرفي، في حين أن جدها لأمها كان السير جون دونكانسون، المتحكم في صناعة الصلب البريطانية في آخر عامين من الحرب العالمية الأولى، الذي أصبح في ما بعد مدير اتحاد صناعات الحديد والصلب البريطانية (BISF) في آب/أغسطس 1945.

## السيرة الوظيفية

### الوظيفة في وقت مبكر
تعاون وودل الأول مع سوزانا كونستانتين كان في عام 1996 خلال كتابة ردي تو وير، الدليل الأسبوعي في صحيفة التلغراف اليومي الذي استمر لمدة سبع سنوات. العمود كان دليل يبرز أزياء عالية القيمة بأسعار مناسبة، حيث استخدمت الاثنتان أنفسهما لتجربة الملابس التي تناسب شخصيات مختلفة. وودل كانت تؤدي دور المصمم وقامت بتنفيذ قرارات الثنائي التجارية. هي وسوزانا أصبحا فيما بعد مؤسسي Ready2shop.com موقع أزياء لتقديم النصائح. تم إقفال الموقع في يوليو 2001.

### على التلفاز
بروز تريني على الساحة أتى عندما كانت مستضيفة مشاركة في برنامج What Not to Wear لمدة خمس مواسم على قناة بي بي سي. هي وسوزانا عملا في القناة من 2001 وحتى 2005، لتحسين أزياء المشاركات في البرنامج. برنامج What Not to Wear جعل من تريني اسم ذائع الصيت، كتبت نيويورك تايمز «تريني وودال مضيفة البرنامج الشعبي What Not to Wear حادة الطباع ولا تتصنع النصائح». تمت محاكاة تريني بسخرية عدة مرات على عدد من البرامج الكوميدية، بسبب طريقة نقدها للأزياء.
في عام 2002، فزات تريني بجائزة Royal Television Society Award لعملها في برنامج What Not to Wear، في فئة أفضل مقدم واقعي. قامت تريني مع سوزانا بعرض حلقات خاصة، لعمل ميك أوفر لعدة مشاهير، من بينهم جيرمي كلاركسون في 2002. الذي علق لاحقا «أفضل أن أكل شعري على أن أتسوق مع تلك المراتين». بعد نجاح البرنامج، تم عرضه على بي بي سي وان في 2004، وعرض عالميا في أكثر من 20 دولة.

## روابط خارجية
- تريني وودال على موقع IMDb (الإنجليزية)
- تريني وودال على موقع قاعدة بيانات الفيلم (الإنجليزية)
- تريني وودال على موقع كينوبويسك (الروسية)